# Lijst van voetbalinterlands Bulgarije - Oekraïne
Deze lijst van voetbalinterlands is een overzicht van alle officiële voetbalwedstrijden tussen de nationale teams van Bulgarije en Oekraïne. De landen speelden tot op heden zes keer tegen elkaar. De eerste ontmoeting, een vriendschappelijke wedstrijd, werd gespeeld in Sofia op 3 juni 1994. Het laatste duel, eveneens een vriendschappelijke wedstrijd, vond plaats op 11 november 2021 in Odessa.

## Wedstrijden
| № | Plaats | Datum            | Competitie        | Wedstrijd            | Uitslag |
| - | ------ | ---------------- | ----------------- | -------------------- | ------- |
| 1 | Sofia  | 3 juni 1994      | Vriendschappelijk | Bulgarije – Oekraïne | 1 – 1   |
| 2 | Kiev   | 18 augustus 1999 | Vriendschappelijk | Oekraïne – Bulgarije | 1 – 1   |
| 3 | Sofia  | 26 april 2000    | Vriendschappelijk | Bulgarije – Oekraïne | 0 – 1   |
| 4 | Kiev   | 7 oktober 2011   | Vriendschappelijk | Oekraïne – Bulgarije | 3 – 0   |
| 5 | Sofia  | 14 november 2012 | Vriendschappelijk | Bulgarije − Oekraïne | 0 − 1   |
| 6 | Odessa | 11 november 2021 | Vriendschappelijk | Oekraïne − Bulgarije | 1 − 1   |

## Samenvatting
| Competitie        | Totaal gespeeld | Winst Bulgarije | Gelijk | Winst Oekraïne | Doelsaldo Bulgarije – Oekraïne |
| ----------------- | --------------- | --------------- | ------ | -------------- | ------------------------------ |
| Vriendschappelijk | 6               | 0               | 3      | 3              | 3 − 8                          |
| Totaal            | 6               | 0               | 3      | 3              | 3 − 8                          |

Wedstrijden bepaald door strafschoppen worden, in lijn met de FIFA, als een gelijkspel gerekend.